# António Thomé de Castro
António Thomé de Castro (Fânzeres, 23 de abril de 1823 - Sobrado, 26 de abril de 1895) foi abade de Sobrado e uma das figuras religiosas e políticas do Concelho de Valongo. Recebeu a visita do rei D. Carlos em 1893, tendo sido louvado pelos jornais nacionais da época pelas suas qualidades e pela amabilidade com que recebeu jornalistas, militares e o próprio Rei. Em Sobrado foi o maior empreendedor, sendo o responsâvel pela construção de escolas, cemitério, torre da igreja, estradas, pontes, entre outros.

## Biografia
António Thomé de Castro, filho de Manoel Thomé e de Maria de Castro, nasceu a 23 de abril de 1823 na Paróquia de Fânzeres, em Gondomar, sendo filho de lavradores abastados e honrados.
Estudou no liceu do Porto e frequentou o curso teológico no Paço Episcopal da mesma diocese. Os seus estudos foram sempre concluídos com classificações notáveis.
Em 1849 foi ordenado presbítero tendo sido capelão do Marquês de Terena até 1851. Durante este período dedicou-se ainda ao ensino gratuito de alguns indivíduos.
Após ter participado em vários concursos, em 31 de agosto de 1851 foi nomeado para pároco de São Vicente de Alfena. Nesta paróquia dedicou-se a obras sociais devendo-se a ele a reconstrução da residência paroquial, da capela-mor da Igreja Matriz e de uma escola para o sexo masculino.
Em 1863, foi lançado o concurso para a escolha do Abade de Santo André de Sobrado, uma vez que o padre desta paróquia, Nicolau Tovar Proença, havia falecido. Neste concurso teve a oposição de 35 outros indivíduos, 7 dos quais eram párocos antigos e formados. Ainda que já tivesse paróquia, candidatou-se ao concurso e venceu-o. Assumiu funções a 18 de setembro deste ano, empregando as suas forças na condução de obras sociais nesta paróquia.
Pouco tempo após tomar a posse, renovou a residência paroquial, uma vez que esta se encontrava bastante degradada.
No âmbito do ensino conseguiu a criação de uma escola régia masculina em 1864 e uma feminina em 1886.
Promoveu obras de vulto na Igreja Matriz nomeadamente a doiradura dos cinco retábulos, a construção da torre sineira (incluindo a colocação de três sinos), a instalação do relógio na torre e um para-raios. Adquiriu novas sanefas douradas bem como um belo retábulo pintado por Francisco Jozé Rezende cujo tema central é a Última Ceia.
A criação em 1869 do Cemitério Paroquial (patrocinado pelo Visconde de Oliveira do Paço) deve-se à sua intercessão bem como o arranjo dos caminhos que ligavam esta freguesia às freguesias limítrofes. Para este efeito mandou ainda construir três pontes (a da lomba, a ribeira do forno e a do ribeiro de balselhas).
Com um espírito forte e corajoso, enfrentou várias influências para que a estrada distrital (atual EN 209) que atravessa Sobrado, fosse devidamente construída e localizada em benefício dos fregueses e da própria freguesia e não em benefício de particulares ou outras figuras importantes.
Em 1893, após estar há 30 anos na condução dos destinos de Sobrado, recebeu a visita de El-Rei D. Carlos I tendo este ficado alojado na Residência Paroquial por ocasião dos exercícios militares de Valongo.
Todas as obras sociais a que se dedicou foram conseguidas através dos rendimentos da paróquia e de patrocínios concedidos por alguns dos seus paroquianos e amigos.
Faleceu a 26 de abril de 1895, às 7 horas da manhã, na residência paroquial.
Com o passar dos anos, a memória deste ilustre e nobre abade, terá desaparecido, um infortúnio para este abade que tinha uma alma tão grande e um caracter tão profundo. É tempo de louvar a alma deste abade-comendador, que terá sido uma das maiores figuras desta terra. É imperioso louvar os seus feitos e reconhecer o valor dos seus empreendimentos.

## Visita do Rei D. Carlos
O ano de 1893 terá sido, porventura, o mais áureo de toda a história de Sobrado, uma vez que Sua Majestade Fidelíssima, o Rei D. Carlos de Portugal esteve em Sobrado por ocasião dos exercícios militares que decorreram no lugar da Balsa. Este acontecimento épico decorreu entre 19 e 20 de setembro deste ano. O rei pernoitou na residência paroquial, tendo sido bem acolhido pelo abade António Thomé de Castro. Segundo os jornais da época, D. Carlos e os próprios jornalistas terão ficado muito agradados com a receção e acolhimento por parte de Sobrado, salientando-se a ação do Abade António Thomé de Castro que é descrito como “(…) um belo typo de padre de aldeia, muito affectuoso e sympathico.” Este abade, passados uns dias, teve a sua biografia exposta na capa do jornal, enaltecendo-se todos os seus feitos e glórias, em especial os protagonizados em Sobrado. 